# إيرل موران
إيرل موران (بالإنجليزية: Earl Moran)‏ هو مصور أمريكي، ولد في 8 ديسمبر 1893 في بيلي بلين في الولايات المتحدة، وتوفي في 17 يناير 1984 في سانتا مونيكا في الولايات المتحدة.